# Lista steagurilor de cursă
Aceasta este o listă a steagurilor de cursă, și semnificațiile lor.
| Steag                                                                                       | Semnificație |
| ------------------------------------------------------------------------------------------- | --- |
| Verde                                                                                       | Începutul cursei, sfârșitul pericolului sau repornirea cursei. Poate fi afișat, de asemenea, la intrarea la boxe pentru a indica faptul că boxele sunt deschise și poate semnaliza sfârșitul unei sector cu steag galben.                                                                                              |
| Galben                                                                                      | Atenție locală sau precauție completă. Este necesar ca piloții să încetinească din cauza unui pericol pe pistă. Steagul unic fluturat semnalează un pericol care este localizat doar pe suprafața de cursă, în timp ce două steaguri fluturate simultan înseamnă un pericol care blochează integral sau parțial pista. |
| Roșu                                                                                        | Sesiune suspendată, toate mașinile intră la boxe. Dacă este posibil, sesiunea va fi reluată, altfel, rezultatele finale vor fi cele de dinainte de suspendarea sesiunii. |
| Steag cu dungi verticale galbene și roșii                                                   | Resturi / ulei / pistă alunecoasă. Dacă stă nemișcat, semnalează substanță periculoasă pe pistă, dar dacă este balansat înainte și înapoi, dar fără să fie fluturat, semnalează mici animale pe pistă. |
| Steag roșu cu cruce diagonală galbenă                                                       | Linia boxelor închisă (numai în NASCAR și IndyCar). Mașinile sunt direcționate pentru a se opri într-un anumit loc. Uneori, lucrările de reparație la boxe sau în zona de garaj sunt interzise sub steagul roșu. |
| Alb                                                                                         | Vehicul lent pe pistă (FIA), sau tur final (NASCAR). |
| Steag alb cu cruce roșie                                                                    | Turul final (FOA), sau ambulanță pe pistă (IndyCar). |
| Negru                                                                                       | Descalificare sau penalizare. Invocă un pilot la boxe pentru nerespectarea regulilor, sau când o mașină suferă o defecțiune mecanică periculoasă. |
| Steag negru cu cerc portocaliu                                                              | O problemă mecanică periculoasă la o anumită mașină, iar ea trebuie să revină la boxe (numai FIA). |
| Steag divizat în diagonală - partea superioară stângă negru / partea inferioară dreapta alb | Comportamente nesportive (doar FIA), cum ar fi: conducerea în mod intenționat a unei alte mașini în afara pistei, sau provocarea unei altercații cu un alt pilot. |
| Steag negru cu cruce diagonală albă                                                         | Pilotul nu mai este punctat (numai în NASCAR și IndyCar), deoarece a decis să ignore celelalte steaguri negre pentru o perioadă lungă de timp. Mașina nu rămâne punctată până când nu răspunde steagului negru prin intrarea la boxe.                                                                                  |
| Albastru                                                                                    | Mașină mai rapidă care se apropie (FIA), avertizare locală / vehicul lent pe pistă (NASCAR). |
| Steag albastru cu linie diagonală galbenă din dreapta sus către stânga jos                  | Mașină mai rapidă care se apropie (NASCAR). Pilotul trebuie să se deplaseze deoparte pentru a permite trecerea uneia sau mai multor mașini mai rapide. |
| Steag alb-negru în carouri                                                                  | Sesiune încheiată. Liderul cursei este câștigător, iar piloții trebuie să încetinească până la o viteză sigură după ce traversează linia de sosire. |